# Kembolcza
Kembolcza (Kembolcha, Kombolcha) – miasto w Etiopii; w regionie Amhara; 108 tys. mieszkańców (2006). Przemysł spożywczy, włókienniczy.